# Balatonederics, Veszprém
Balatonederics  este un sat în districtul Tapolca, județul Veszprém, Ungaria, având o populație de 1.065 de locuitori (2011). 

## Demografie
Componența etnică a satului Balatonederics
     Maghiari (97,75%)
     Germani (1,71%)
     Necunoscut (0,53%)
     Alții (0,53%)
Componența confesională a satului Balatonederics
     Romano-catolici (74,74%)
     Fără religie (1,88%)
     Reformați (1,41%)
     Necunoscută (20,94%)
     Alte religii (1,03%)
Conform recensământului din 2011, satul Balatonederics avea 1.065 de locuitori. Din punct de vedere etnic, majoritatea locuitorilor (97,75%) erau maghiari, cu o minoritate de germani (1,71%). Apartenența etnică nu este cunoscută în cazul a 0,53% din locuitori.  Din punct de vedere confesional, majoritatea locuitorilor (74,74%) erau romano-catolici, existând și minorități de persoane fără religie (1,88%) și reformați (1,41%). Pentru 20,94% din locuitori nu este cunoscută apartenența confesională.